# 香川政夫
香川 政夫（かがわ まさお、1955年〈昭和30年〉6月8日 - ）は、大阪府出身の空手家。全日本空手道連盟公認八段。日本空手松涛連盟九段・首席師範。帝京大学空手道部師範。息子は、空手家の香川幸允。

## 経歴
定時制高校へ通いながら、空手家であった兄の影響を受けて空手の道へ入る。日本空手協会主催の関西地区大会での活躍が評価され、帝京大学法学部へ入学する。卒業後、日本空手協会の指導員となる。
第1回IBUSZワールドカップ団体形の部優勝、第28回全国空手道選手権大会（日本空手協会 (JKA) ）組手の部・形の部ダブル優勝、第3回松濤杯世界空手道選手権大会 (JKA) 組手の部優勝。
1983年4月より帝京大学空手道部監督・師範に就任。1990年代に起こった日本空手協会の分裂騒動に際しては、のちにNPO法人日本空手松涛連盟（2000年創設）初代首席師範となる浅井哲彦に従い、浅井の死後、2010年4月より首席師範に就任した。このほか、世界空手連盟 (WKF) 技術委員委員長、全日本空手道連盟 (JKF) ナショナルチームのコーチ、監督、強化委員会委員長などを歴任した。

## 不祥事
2021年3月24日、2020東京オリンピックの組手競技代表内定者であり帝京大学での教え子にあたる植草歩に対し、2020年頃より自尊心を傷つけたり植草の存在を否定するような言動をするなどのパワーハラスメント行為を行なってきた問題が浮上。28日には植草が事の顛末をブログで説明し、ネットニュースでも大きく取り沙汰される。
同月31日に全日本空手道連盟(全空連)が弁護士・外部有識者・全空連理事が各2人ずつの計6人で構成される倫理委員会を開き、香川と植草から事情聴取を行った。その結果、全空連は香川が竹刀を用いた練習により植草に「左眼球打撲傷」などの負傷をさせた事実を認定。倫理委員会は声明のなかで「竹刀を用いた練習は大変危険であり、どの練習においても全く認められるものではありません」としており、香川の処分は4月の理事会で審議されることになった。処分決定まで香川の全空連での活動は停止となった。
また、植草が香川を傷害容疑で刑事告訴する方針であることが同月31日までに分かった。
4月7日、香川は全日本空手道連盟に対し、同連盟理事の辞任届を提出。4月9日、全空連は臨時理事会を開き、香川の選手強化委員長の解任と理事職の辞任を決議した。理事会後に取材に応じた香川は「私の不徳の致すところ」と謝罪。「目を突いたとか故意でやったということは決してない」と弁明した。
一方、植草側は、倫理委員会で一連の騒動の事実関係が認められたことなどから、傷害容疑での刑事告訴については見送る判断を下した。
4月16日､全日本空手道連盟は、植草側が香川からパワーハラスメント行為を受けたなどと訴えた問題で､パワーハラスメント認定しなかったと公式サイトに掲載した文書で明らかにした｡
帝京大学が2021年5月10日に公開した内部調査委員会の調査報告書によると、香川が実施した稽古については「安全配慮に欠き、指導方法として不適切であった」と指摘したものの、「暴力的指導は存在しない」、「暴力を奮った事実は存在しなかった」と委員全会一致で結論づけた。報告書によると「竹刀で壁を叩く」などの行動に問題点があったものの、植草が「竹刀で目を突かれた」とされた件は、静止状態にあった竹刀の先端に突っ込んで負傷した「不慮の事故だった」とした。香川は「暴力的な指導が認められなかったとの調査結果に満足している。今後全力で選手の指導に当たりたい」と述べ、帝京大学は改善策を講じた上で復帰させる見通しである。

## 受賞歴
- 2013年度ミズノ スポーツメントール賞[18]